# Stazione di Mileto
La stazione di Mileto è una stazione ferroviaria della tratta direttissima Eccellente-Rosarno della Ferrovia Tirrenica Meridionale.

## Storia
La stazione di Mileto venne infatti costruita alla fine degli anni sessanta nel contesto della realizzazione della variante di tracciato a doppio binario della Tirrenica meridionale, nel tratto che tra il posto di movimento di Eccellente e la stazione di Rosarno tagliava il lungo e tortuoso percorso costiero passante per Vibo Valentia marina, Pizzo, Tropea ed altri centri minori. La stazione FS di Mileto venne costruita quasi in sostituzione di quella dismessa delle Ferrovie Calabro Lucane che attraverso la linea Vibo Valentia Marina-Pizzo-Mileto collegavano l'abitato di Mileto con la parte costiera della ferrovia Tirrenica.

## Caratteristiche
Il complesso di impianti della stazione si trova poco al di fuori dell'abitato di Paravati, frazione del comune di Mileto. L'impianto, tuttavia, prende il nome da questa località, pur distando sei chilometri dallo stesso. Il fabbricato e le pertinenze sono di struttura moderna e funzionale tuttavia inutilizzate per la massima parte visto la scarsa utilizzazione dell'impianto.
La stazione è dotata di cinque binari. Per il servizio passeggeri vengono normalmente utilizzati i due binari di corsa eccetto che nel caso di precedenze.
La stazione è servita esclusivamente da treni regionali.

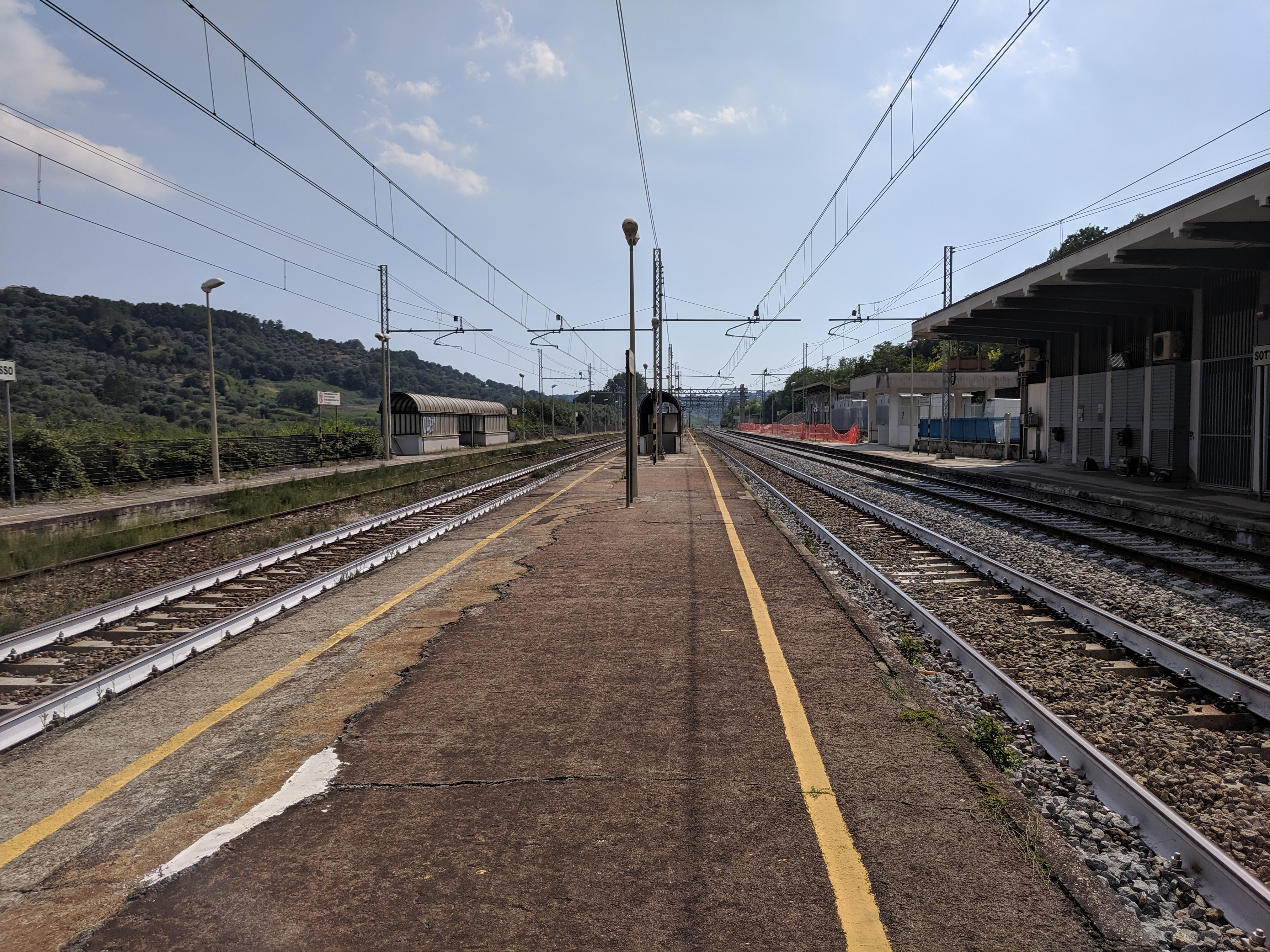

## Servizi
La stazione è priva di ogni tipo di servizi. Non sono presenti servizi pubblici di collegamento ai vicini centri abitati.